# Podíl·lia
Podíl·lia (ucraïnès: Поді́лля, Podíl·lia) o Podòlia (polonès: Podole) és una regió d'Europa Oriental que es troba actualment en la zona centreocidental i sud-occidental d'Ucraïna i que en línies generals correspon amb les actuals óblasti de Khmelnitski, Ternòpil i Vínnitsia.

## Fills il·lustres
- Víktor Buniakovski (1804-1889), matemàtic.
- Vladislav Zaremba, compositor.